# Ceratostylis braccata
Ceratostylis braccata är en orkidéart som beskrevs av Heinrich Gustav Reichenbach. Ceratostylis braccata ingår i släktet Ceratostylis och familjen orkidéer.
Artens utbredningsområde är Java. Inga underarter finns listade i Catalogue of Life.